# Solenocera choprai
Solenocera choprai is een tienpotigensoort uit de familie van de Solenoceridae. De wetenschappelijke naam van de soort is voor het eerst geldig gepubliceerd in 1945 door Nataraj.